# Gaël Octavia
Pour les articles homonymes, voir Octavia.
Œuvres principales
- Congre et homard (Théâtre, 2012)
- Cette guerre que nous n'avons pas faite (Théâtre, 2014)
- La fin de Mame Baby (Roman, 2017)
- La bonne histoire de Madeleine Démétrius (Roman, 2020)
- L'étrangeté de Mathilde T (Nouvelles, 2025)

Compléments
Gaël Octavia, née le 29 décembre 1977 à Fort-de-France (Martinique), est une romancière, nouvelliste et dramaturge française mais aussi réalisatrice et artiste peintre. En 2025, elle est lauréate du Prix Goncourt de la nouvelle pour  L'étrangeté de Mathilde T .

## Biographie
Gaël Octavia a grandi à Schœlcher, où elle bénéficie d’un riche environnement culturel. Après des études au lycée Victor-Schœlcher, elle obtient son bac en 1995 et quitte la Martinique pour s’installer à Paris et y poursuivre des études scientifiques.
Après avoir obtenu un diplôme d’ingénieur, Gaël Octavia travaille dans un premier temps dans les télécommunications, avant de collaborer, dès 2002, en tant que journaliste scientifique au magazine Tangente, un bimestriel français consacré aux mathématiques. Depuis 2008, elle est responsable de la communication à la Fondation Sciences Mathématiques de Paris.

## Écriture
Les premières tentatives d’écriture de Gaël Octavia touchaient au roman. Elle a longtemps considéré l’écriture théâtrale comme inaccessible, pourtant elle se lance et écrit ses premières pièces de théâtre.
Tout en étant marquée par la société martiniquaise de son enfance, son écriture aborde les grandes problématiques universelles de notre temps : la famille, la condition de la femme, l’exclusion sociale, les migrations…
Très tôt, ses textes attirent l’attention d’acteurs culturels travaillant à la promotion du théâtre caribéen. Dès 2003, le comédien Greg Germain choisit sa première pièce, Le Voyage, pour une mise en lecture dans son théâtre de la Chapelle du Verbe Incarné à Avignon. L'année suivante, Congre et homard, une autre de ses pièces, est sélectionnée par le comité de lecture de Textes en Paroles, une association basée en Guadeloupe et œuvrant à la promotion des écritures théâtrales caribéennes contemporaines. Au fil des années, plusieurs des textes de Gaël Octavia vont faire l'objet de lectures et de mises en espace dans l'Hexagone, aux Antilles, en Guyane, aux États-Unis, à la Réunion, en Europe, en Afrique.
L'année 2009 marque un tournant pour l'autrice : elle voit la première publication de l'un de ses textes, Le Voyage, chez l'éditeur new-yorkais RivartiCollection, Une vie familiale reçoit la mention spéciale du jury au concours Etc_Caraïbes/Association Beaumarchais-SACD et une mise en lecture de Congre et homard amorce un projet de création de la pièce.
Première de ses pièces de théâtre à être montée, Congre et homard est créée en 2010 par le metteur en scène guadeloupéen Dominik Bernard, dans le cadre de la première édition du Festival Cap Excellence en Théâtre. Après une tournée dans la Caraïbe (Guadeloupe, Haïti, Martinique, Guyane), la pièce est programmée au Festival d’Avignon 2011, avant d'être éditée, l'année suivante, chez Lansman, sous le label Etc Caraibe.
Cette guerre que nous n'avons pas faite est créée en 2017 par Luc Clémentin à la Scène nationale de Martinique, Tropiques Atrium, et se joue en Martinique, Guadeloupe, à Paris et à la Réunion.
Rhapsodie est créée en 2020 par Abdon Fortuné Koumbha au CCM Jean Gagnant, à Limoges, dans le cadre des Zébrures d'automne du Festival des Francophonies, des écritures à la scène.
Une nouvelle création de Cette guerre que nous n'avons pas faite voit le jour en 2022 sous la direction d'Hervé Deluge, également à l'interprétation. La pièce se joue en Martinique (Domaine de Tivoli en 2022, Théâtre Aimé Césaire en 2023) et au festival OFF d'Avignon (TOMA-Chapelle du Verbe Incarné en 2024).
En mai 2025, elle est récompensée par le prix Goncourt de la nouvelle pour un recueil de nouvelles intitulé L'étrangeté de Mathilde T. .

## Œuvres

### Romans
- 2017 : La Fin de Mame Baby, Paris, Éditions Gallimard, 176p.  (ISBN 978-2-07-273701-5), mention spéciale du prix Wepler-Fondation La Poste
- 2020 : La Bonne Histoire de Madeleine Démétrius, Paris, Éditions Gallimard, 272p.  (ISBN 978-2-07-290259-8)

### Théâtre
- 2002 : Le voyage, Rivarti Collection, 2009, 97 p. (ISBN 978-0-9786614-5-8 et 0-9786614-5-1), réédition Caraïbéditions, collection Didascal'îles, 2022, 104 p.  (ISBN 9782373111316)
- 2003 : Un procès équitable (texte inédit)
- 2004 : Moisson d’avril (texte inédit): lecture radiophonique sur RFO Martinique en janvier 2005
- 2006 : Congre et homard, Éditions Lansman, Collection: «Théâtre à vif», 2012, 48 p. (ISBN 978-2-87282-873-9)
- 2008 : Une vie familiale (texte inédit): Mention spéciale du Jury du concours ETC_Caraïbes/Association Beaumarchais-SACD 2009 ; traduction en anglais (États-Unis) sous le titre Family,
- 2012 : Séraphin, péri en mer, pièce radiophonique créée sur Guadeloupe Première
- 2013 : Cette guerre que nous n'avons pas faite, Éditions Lansman, Collection: «Théâtre à vif», 2014, 36 p. (ISBN 978-2-8071-0003-9)
- 2014 : Les vieilles (texte inédit): Finaliste du Prix des Inédits d'Afrique et Outremer (Prix lycéen de littérature dramatique francophone) 2016
- 2017 : Grizzly (texte inédit): Finaliste du Prix Annick Lansman 2018
- 2020 : Rhapsodie, Lansman, 2020, 60 p. (ISBN 978-2-8071-0297-2), traduite en roumain
- 2024 : La belle drive (texte inédit)

### Nouvelles
- 2025 : L'étrangeté de Mathilde T. et autres nouvelles, Editions Gallimard , 192 p.  (ISBN 9782073100139), récompensé par le Prix Goncourt de la nouvelle en 2025.

### Poésie
- 2017 : A capella des promises et des oubliées, Les filles de Balqis, 2017

### Livres collectifs et revues
- 2013 : Revue L'Incertain no 1, K.Editions  (ISBN 2918141291)
- 2013 : Les animaux sauvages, Le Texte Vivant[6]
- 2014 : Revue L'Incertain no 4, K.Editions  (ISBN 2918141488)
- 2014 : Revue IntranQu’îllités no 3  (ISBN 978-99970-61-03-4)
- 2015 : Volcaniques : une anthologie du plaisir, sous la direction de Léonora Miano, éd. Mémoire d'encrier  (ISBN 978-2-89712-272-0)
- 2017 : Fanm kon Flanm, anthologie dirigée par Nicole Cage, Cimarron Edtitions[7]  (ISBN 979-1-09-715800-2)
- 2018 : Revue WIP. Littérature sans filtre no 2, Khartala, mai 2018,  (ISBN 2811119868)
- 2018 : Nouvelle Revue Française no 630, mai 2018, Gallimard,  (ISBN 2072790948)
- 2018 : Chroniques des îles du vent, Sépia/K. Editions  (ISBN 979-10-334-0141-4)
- 2020 : Revue IntranQu’îllités no 5  (ISBN 979-10-307-0339-9)
- 2021 : Nouvelle Revue Française no 646, janvier 2021, Gallimard  (ISBN 2072930375)
- 2022 : L'errance et le rire, sous la direction de Ralph Ludwig, Folio Essais n°678, Gallimard  (ISBN 9782072901591)
- 2025 : Nouvelles de Martinique, anthologie collective, collection Miniatures, Éditions Magellan & Cie  (ISBN 978-2-35074-809-2)

### Filmographie
Courts-métrages
- 2006 : Kidnappeur et kidnappeuse (court-métrage: 14 min ; scénario, réalisation et montage).
- 2007 : La plus belle conquête de l’homme (court-métrage: 6 min 46 s ; scénario, réalisation et montage), avec Vincent Byrd-Lesage, Lydie Selebran, Mike Ibrahim, Don Pablo, Franck Salin…
- 2008 : Vélib’ (court-métrage: 6 min 08 s ; scénario, réalisation et montage), avec Isabelle Mayeko et Raphaël Lévy.
- 2009 : Cocktail (court-métrage: 8 min 40 s ; scénario et réalisation), avec Vincent Byrd-Lesage, Caroline Rochefort, Céline Creux-Thomas, Véronique Sambin.

## Prix et distinctions
- 2009 : Mention spéciale du Jury au concours Etc Caraïbes/Association Beaumarchais-SACD pour Une vie familiale[8] (théâtre)
- 2013 : Prix du meilleur texte francophone Etc Caraïbes/Association Beaumarchais-SACD pour Cette guerre que nous n'avons pas faite[9] (théâtre)
- 2016 : Finaliste du Prix des Inédits d'Afrique et Outremer (Prix lycéen de littérature dramatique francophone) pour Les vieilles[10] (théâtre)
- 2017 : Prix Wepler, Mention spéciale du jury pour La fin de Mame Baby[11] (roman)
- 2017 : Finaliste du Prix Carbet de la Caraïbe pour La fin de Mame Baby[12] (roman)
- 2018 : Finaliste du Prix Annick Lansman pour Grizzly[13] (théâtre)
- 2018 : Finaliste du Prix Jeune Mousquetaire du Premier Roman pour La fin de Mame Baby[14] (roman)
- 2018 : Finaliste du Prix Régine Deforges pour La fin de Mame Baby[15] (roman)
- 2021 : Finaliste du Prix Jésus Paradis pour La bonne histoire de Madeleine Démétrius[16] (roman)
- 2025 : prix Goncourt de la nouvelle pour L'étrangeté de Mathilde T.[1].(recueil de nouvelles)